# ووگ (سیگار)
ووگ  (به انگلیسی: Vogue) یک برند سیگار است؛ که در حال حاضر توسط بریتیش امریکن توباکو تولید می‌شود. این برند در سال ۱۹۵۵ پایه‌گذاری گردید.